# Torrecilla del Pinar (Guadalajara)
Torrecilla del Pinar es un lugar del municipio español de Corduente, perteneciente a la provincia de Guadalajara, en la comunidad autónoma de Castilla-La Mancha.

## Geografía
En el siglo XIX se mencionaban los «buenos montes de encina, roble, sabina y otros arbustos» existentes en la zona.

## Historia
A mediados del siglo XIX, el lugar, por entonces perteneciente a Lebrancón, tenía contabilizada una población de 34 habitantes. Aparece descrito en el decimoquinto volumen del Diccionario geográfico-estadístico-histórico de España y sus posesiones de Ultramar de Pascual Madoz de la siguiente manera:

TORRECILLA DEL PINAR: l. del distrito municipal de Lebrancon, en la prov. de Guadalajara (21 leg.), part. jud. de Molina (4), aud. terr. de Madrid (31), c. g. de Castilla la Nueva, dióc de Siguenza (11). sit. en llano con buena ventilacion y clima sano; tiene 10 casas y una igl. (Santa Maria Magdalena) aneja de la de Torete: confina el térm. con los de Coveta, el Villar, Cuevas-labradas y Torete. El terreno fertilizado por el r. Arandilla, es de buena calidad; comprende buenos montes de encina, roble, sabina y otros arbustos. caminos: los que dirigen á los pueblos limítrofes en buen estado. correo: se recibe y despacha en Molina, por un baligero. prod.: trigo, cebada, centeno, avena, legumbres, leñas de combustible y buenos pastos, con los que se mantiene ganado lanar y vacuno; hay caza mayor y menor. ind.: la agrícola y recriacion de ganados. pobl.: 7 vec., 34 alm. cap. prod.: 376,600 rs. imp.: 11,300. contr.: 702.
(Madoz, 1849, p. 78)

En la actualidad el lugar está ocupado por fincas privadas.